# Rete di trasporto
Una rete di trasporto (o core network), nelle telecomunicazioni, indica la parte di una rete di telecomunicazioni deputata al trasporto dei dati degli utenti su scala geografica, comprendendo le reti MAN, WAN, internazionali e intercontinentali.
La rete di trasporto viene definita come "un insieme di elementi di rete fisicamente collegati, in grado di fornire le funzionalità di trasferimento, multiplexing, commutazione, gestione, supervisione e sopravvivenza a guasti per i segnali trasportati".

## Descrizione
La rete di trasporto si interfaccia alla rete di accesso  la quale collega invece gli utenti finali fino alla prima centrale di commutazione. Può essere vista dunque come la continuazione e l'estensione geografica della rete di accesso e come la rete che interconnette tra loro le reti di accesso. In una rete di trasporto le funzioni prevalenti sono l'aggregazione successiva delle informazioni (i flussi informativi vengono affasciati a gerarchie trasmissive via via superiori) e l'instradamento dei flussi multiplati su percorsi comuni tramite commutazione di circuito e commutazione di pacchetto.  
La funzione di aggregazione per livelli successivi impone una struttura di rete essenzialmente gerarchica, potendosi distinguere tra sottoreti di trasporto a livello metropolitano, regionale, nazionale e internazionale con volumi di traffico e capacità minime di trasporto via via crescenti. Questo si traduce in modo diretto a livello di topologia: le sottoreti più prossime alla rete di accesso, ossia le sottoreti metropolitane e regionali, sono caratterizzate da una struttura a stella o molto più frequentemente ad anello, dove i nodi di interconnessione tra anelli presentano tipicamente capacità più elevate rispetto agli altri nodi. Le reti regionali sono collegate tra di loro a livello nazionale tramite una rete a struttura magliata, la cosiddetta dorsale, caratterizzata da flussi di traffico a volume elevato e matrice di traffico complessa, dovendo consentire l'interconnessione totale tra le reti regionali.
Per quanto riguarda le modalità di instradamento, nel caso di trasporto basato sulla commutazione di circuito, l'aggregazione dei flussi avviene utilizzando generalmente multiplazioni di tipo TDM e protocolli di strato fisico come PDH e SDH/SONET oppure multiplazioni ottiche di tipo WDM. Le due tecnologie possono essere utilizzate anche in combinazione per ottimizzare, a parità di risorse fisiche, la quantità di informazione trasportata.
Nel caso di trasporto basato sulla commutazione di pacchetto, si usano protocolli come Ethernet a rate elevate (da 1 Gb/s a 100Gb/s) e con opportune estensioni per includere funzionalità di controllo e gestione più sofisticate e più aderenti alle esigenze degli operatori di rete, oppure evoluzioni dell'MPLS come T-MPLS ed MPLS-TP che implementano meccanismi analoghi a quelli della commutazione di circuito, oppure il livello IP nativo (eventualmente trasportato su WDM).

## Aspetti implementativi

### Tecnologie trasmissive (segnale fisico)
Le reti di trasporto, sia per la loro complessità che per il tipo di informazione trasportata, impiegano comunemente tutte le principali tecnologie trasmissive:
- trasmissione via radio (tratte coperte da ponti radio con capacità di trasporto SDH/SONET)
- trasmissione su portante cablata di tipo ottico (fibra ottica)
- trasmissione su portante cablate di tipo elettrico (cavo in rame)
- trasmissione via satellite

La tecnologia prevalente è quella su portante cablata, ossia su fibra ottica, che presenta notevoli vantaggi in termini di qualità del segnale, di capacità di trasferimento ad elevate velocità (100 Gb/s) e ad elevato impiego di banda (la multiplazione WDM consente di trasportare diverse decine di segnali ottici su un'unica fibra fisica), di robustezza contro interferenze esterne e diafonie interne, tanto da venire usata sia per collegamenti terrestri che per collegamenti sottomarini, compresi i collegamenti continentali suboceanici. Le altre tecnologie hanno assunto col tempo il ruolo di tecnologie complementari che suppliscono o completano le capacità di connessione dove per motivi logistici o economici il cablaggio su fibra non è presente o non è possibile.

### Protocolli trasmissivi (contenuto informativo)
Per quanto riguarda il contenuto informativo, le tecnologie trasmissive, ossia i protocolli di comunicazione, sono di vario tipo e dipendono essenzialmente dalla natura del segnale trasportato.
Per fonia e telefonia tradizionale, caratterizzabile come segnale a flusso continuo, i protocolli che meglio si adattano sono quelli di tipo TDM, ossia PDH (verso la rete di accesso) e soprattutto SDH/SONET, che consente di realizzare gerarchie di trasporto fino a 40 Gb/s. Questi protocolli sono in grado inoltre di trasportare, previo opportuno adattamento, anche segnali dati a pacchetto, come Ethernet, pur con qualche disottimizzazione (Next Generation Networking) legata al fatto che nel caso di dati si tratta di segnali intrinsecamente a flusso non continuo.
Il trasporto di dati può avvenire, oltre che tramite adattamento a SDH, anche su protocolli di tipo nativo, come IP ed Ethernet (in versione evoluta), o tramite l'impiego di tecnologie di trasporto a pacchetto sviluppate appositamente, come T-MPLS (pre-standard) e MPLS-TP (parzialmente standardizzato e in via di completamento) che sono in grado di ottimizzare l'impiego del mezzo trasmissivo. Questi protocolli consentono inoltre il trasporto anche di segnali PDH e SDH pacchettizzati, tramite il meccanismo di emulazione di circuito (Circuit Emulation). Tutte queste tecnologie utilizzano, a livello più basso, il protocollo Ethernet e presentano quindi il vantaggio di utilizzare componentistica a basso costo. Le capacità supportate da questi protocolli sono quindi le stesse supportate da Ethernet su portante ottica: a livello pratico si usano Gigabit Ethernet, 10 Gb Ethernet e 100 Gb Ethernet.
Sia i protocolli TDM che quelli a pacchetto possono ulteriormente beneficiare della gerarchia di trasporto OTH e della tecnologia WDM. La prima consente di multiplare più segnali su un'unica frequenza ottica (lambda) mentre la seconda consente di multiplare più frequenze ottiche su un'unica fibra tramite la multiplazione WDM. L'uso combinato di questi protocolli consente quindi di realizzare una rete ad elevata ottimizzazione di banda e ad elevata scalabilità (capacità di crescere nel tempo).

### Dispositivi di rete
Anche per quanto riguarda i dispositivi di rete, la varietà utilizzata in una rete di trasporto è alquanto ampia ed è legata alla specifica tecnologia trasmissiva. 
Per le tratte coperte da radio si usano ponti radio e ripetitori, così come per le tratte coperte da satellite si usano sostanzialmente ricetrasmettitori satellitari.
Nel caso di portante fisica elettrica o ottica, si usano come dispositivi i terminali di linea (punti di interfacciamento verso la rete di accesso), gli Add-Drop Multiplexer (ADM) per le funzioni di affasciamento gerarchico e multiplazione a livelli superiori e i cross-connect per i collegamenti di dorsale ad elevata connettività. Se la trasmissione avviene a livello ottico, a questi apparati si aggiungono i rigeneratori (Inline Amplifier, ILA), che svolgono a livello ottico la stessa funzione dei ripetitori radio e gli ADM e cross-connect ottici, che agiscono a livello delle singole frequenze ottiche (lambda).
Nel caso del trasporto dati, soprattutto per trasmissioni IP dirette su strato ottico, vengono impiegati come dispositivi di rete anche router dotati di porte ottiche, sia come dispositivi di raccolta e affasciamento sia come dispositivi di dorsale (Gigarouter).

## Servizi di rete
Nei paesi più sviluppati la rete di trasporto è una rete comune sia per il trasferimento di fonia (rete telefonica) sia per il trasferimento dati (ad es. traffico Internet) cioè coesistono insieme all'interno della rete i due meccanismi logici principali di commutazione di circuito e commutazione di pacchetto offrendo quindi servizi integrati di trasporto. Questo è reso possibile da una parte dall'alta capacità di trasmissione supportata, dall'altra dall'utilizzo di opportuni protocolli di trasporto sopramenzionati e sulla capacità della rete stessa di "discriminare" in qualche modo i due tipi di traffico assegnando eventuali priorità di servizio e garantendo allo stesso tempo i necessari livelli di qualità di servizio richiesti con l'assegnazione delle risorse di rete necessarie.

## Gestione
Tendenzialmente ogni operatore di rete fissa possiede la propria rete di trasporto, spesso realizzata appoggiandosi ad altre infrastrutture di rete esistenti quali rete fognaria come cavidotto, elettrodotti per l'appoggio della fibra ottica, reti di trasporto preesistenti (come per esempio le reti di telecomunicazione private di gestori di elettricità, di ferrovie, di autostrade), minimizzando quindi i costi di investimento e i tempi necessari per la realizzazione dell'infrastruttura di telecomunicazioni.
La gestione della rete di trasporto in termini di affidabilità dei collegamenti è resa possibile da efficaci meccanismi di protezione di rete. In particolare sono diffusi collegamenti geografici con topologia ad anello i quali garantiscono un'elevata robustezza in termini di guasti di collegamento grazie alla ridondanza in termini di capacità trasmissiva su ciascun verso di percorrenza dell'anello.
Ovviamente, sempre a fini di gestione, ciascun operatore possiede una mappa topologica dettagliata di tutta la propria rete e della dislocazione esatta dei propri apparati, pronto ad intervenire in caso di guasti o rotture su collegamenti e nodi di commutazione.

## Altri contesti
Il concetto di rete di trasporto può essere esteso anche ad altri ambiti; ad esempio è comunemente usato, anch'esso a vari livelli di gerarchia, anche per le reti di trasmissione di energia elettrica su scala geografica, rete fognaria, rete idrica, gasdotti.